# Visceral Games
Visceral Games was een Amerikaans computerspelontwikkelaar uit Redwood City, Californië. Het is onder andere bekend van de Dead Space-serie.

## Ontwikkelde spellen
| Release | Titel                                         | Platform                                                                |
| ------- | --------------------------------------------- | ----------------------------------------------------------------------- |
| 2001    | James Bond 007: Agent Under Fire              | GameCube, PlayStation 2                                                 |
| 2003    | James Bond 007: Everything or Nothing         | GameCube, PlayStation 2, Xbox                                           |
| 2003    | The Lord of the Rings: The Return of the King | Game Boy Advance, GameCube, Mac OS X, PlayStation 2, Windows, Xbox      |
| 2004    | The Lord of the Rings: The Third Age          | GameCube, PlayStation 2, Xbox                                           |
| 2005    | 007: From Russia with Love                    | GameCube, PlayStation 2, Xbox                                           |
| 2006    | The Godfather: The Game                       | PlayStation 2, PlayStation 3, PlayStation Portable, Wii, Xbox, Xbox 360 |
| 2007    | The Simpsons Game                             | PlayStation 3, Xbox 360                                                 |
| 2008    | Dead Space                                    | PlayStation 3, Windows, Xbox 360                                        |
| 2009    | The Godfather II                              | PlayStation 3, Windows, Xbox 360                                        |
| 2009    | Dead Space: Extraction                        | PlayStation 3, Wii                                                      |
| -       | The Ripper                                    | PlayStation 3, Xbox 360                                                 |
| 2010    | Dante's Inferno                               | PlayStation 3, Xbox 360                                                 |
| 2010    | Dead Space: Ignition                          | PlayStation 3 (PlayStation Network), Xbox 360 (Xbox Live Arcade)        |
| 2011    | Dead Space 2                                  | PlayStation 3, Windows, Xbox 360                                        |
| 2013    | Army of Two: The Devil's Cartel               | PlayStation 3, Xbox 360                                                 |
| 2013    | Dead Space 3                                  | PlayStation 3, Windows, Xbox 360                                        |
| 2015    | Battlefield Hardline                          | PlayStation 3, PlayStation 4, Windows, Xbox 360, Xbox One               |